# استانیسواو پوخالسکی
استانیسواو پوخالسکی (لهستانی: Stanisław Puchalski; ۵ ژانویهٔ ۱۸۶۷ – ۱۶ ژانویهٔ ۱۹۳۱) از اعضا خاندان پوخالسکی و ارتشبد اتریش-مجارستان و پس از آن، ارتش لهستان بود.